# Tlenek baru
Tlenek baru, BaO – nieorganiczny związek chemiczny z grupy tlenków zasadowych zawierający bar na II stopniu utlenienia.

## Otrzymywanie
Jest otrzymywany w wyniku ogrzewania węglanu baru z węglem:
BaCO
3 + C → BaO + 2CO
Obecność węgla pozwala znacząco obniżyć temperaturę rozkładu BaCO
3.
Inną metodą jest termiczny rozkład azotanu baru.

## Właściwości
Tlenek baru jest białym ciałem stałym. Występuje w postaci regularnych kryształów lub żółtawego proszku. Ma właściwości higroskopijne.
Jest tlenkiem alkaicznym i reaguje z wodą dając zasadowy wodorotlenek baru:
BaO + H
2O → Ba(OH)
2

## Zastosowanie
Jest wykorzystywany do produkcji metalicznego baru metodą aluminotermiczną, zarówno w warunkach laboratoryjnych, jak i na skalę przemysłową:
3BaO + 14Al → 3BaAl
4 + Al
2O
3
8BaO + BaAl
4 → 7Ba↑ + 2BaO·Al
2O
3
BaO + Al
2O
3 → BaO·Al
2O
3
sumarycznie:
4BaO + 2Al → 3Ba↑ + BaO·Al
2O
3
Powstający bar w temperaturze procesu wynoszącej 1100–1200 °C wydziela się w formie gazowej i ulega kondensacji w chłodnej części reaktora.
Ponadto jest substratem do produkcji wodorotlenku baru. Można z niego także otrzymać nadtlenek baru: tlenek ogrzewa się do 500 °C w obecności powietrza lub tlenu:
2BaO + O
2 → 2BaO
2